# هيدا ريد
هيدا ريد هي عارضة وممثلة أيسلندية، ولدت في 22 مايو 1988 بريكيافيك في آيسلندا.

## أعمال

### أفلام
- (2011) يوم واحد

## وصلات خارجية
- هيدا ريد على موقع IMDb (الإنجليزية)
- هيدا ريد على موقع ألو سيني (الفرنسية)
- هيدا ريد على موقع أول موفي (الإنجليزية)
- هيدا ريد على موقع قاعدة بيانات الفيلم (الإنجليزية)